# Göran Holm (politiker)
Lars Göran Holm, född 10 oktober 1944 i Hässleholm, är en svensk politiker (moderat) som var kommunalråd i Vellinge kommun 1981–2010, från 2006 vid sidan av Lars-Ingvar Ljungman. Holm har även varit kommunfullmäktiges ordförande.
Under Göran Holms tid som kommunalråd har Vellinge utvecklat sig till moderaternas starkaste fäste i kommunalvalen. I kommunalvalet 2006 fick moderaterna 67,36% av rösterna i Vellinge, vilket med bred marginal översteg de 52,97 procent partiet fick i sin näst starkaste kommun, Täby kommun. Göran Holm fick 2878 personvalsröster, eller 19,97 procent av de avgivna moderata rösterna. Efter en avsevärd kräftgång för partiet i kommunalvalet 2010 (49,8 procent) avgick Holm både som kommunalråd och som kommunfullmäktiges ordförande. Holm är idag[när?] ledamot av Skånes regionfullmäktige och ordförande i styrelsen för Business Region Skåne.
Han fick 2005 H.M. Konungens medalj av 8:e storleken i Serafimerordens band av kung Carl XVI Gustaf för "betydelsefulla kommunalpolitiska insatser". Holm har tillskrivits uttalandet "Det är bättre att vara kung i Vellinge än nickedocka i Stockholm".